# Гана на Олімпійських іграх
Гана вперше взяла участь в літніх Олімпійських іграх в 1952 році на іграх у Гельсінкі під назвою Золотий Берег. За всю свою історію Гана тричі пропускали літні Олімпійські ігри: 1956, 1976 та 1980 років. На зимових Олімпійських іграх ганські спортсмени дебютували у 2010 році на Олімпіаді у Ванкувер.
Національний олімпійський комітет Гани був створений в 1952 році та прийнятий у МОК цього ж року.

## Медальний залік

### Медалі за Іграми

#### На літніх Олімпійських іграх
| Ігри                | Спортсменів     | Золото          | Срібло          | Бронза          | Загалом         | Місце           |
| Гельсінкі 1952      | 7               | 0               | 0               | 0               | 0               | –               |
| Мельбурн 1956       | не брала участі | не брала участі | не брала участі | не брала участі | не брала участі | не брала участі |
| Рим 1960            | 15              | 0               | 1               | 0               | 1               | 32              |
| Токіо 1964          | 42              | 0               | 0               | 1               | 1               | 35              |
| Мехіко 1968         | 31              | 0               | 0               | 0               | 0               | –               |
| Мюнхен 1972         | 35              | 0               | 0               | 1               | 1               | 43              |
| Монреаль 1976       | не брала участі |                 |                 |                 |                 |                 |
| Москва 1980         | не брала участі |                 |                 |                 |                 |                 |
| Лос-Анджелес 1984   | 23              | 0               | 0               | 0               | 0               | –               |
| Сеул 1988           | 18              | 0               | 0               | 0               | 0               | –               |
| Барселона 1992      | 37              | 0               | 0               | 1               | 1               | 54              |
| Атланта 1996        | 35              | 0               | 0               | 0               | 0               | –               |
| Сідней 2000         | 22              | 0               | 0               | 0               | 0               | –               |
| Афіни 2004          | 29              | 0               | 0               | 0               | 0               | –               |
| Пекін 2008          | 9               | 0               | 0               | 0               | 0               | –               |
| Лондон 2012         | 9               | 0               | 0               | 0               | 0               | –               |
| Ріо-де-Жанейро 2016 | 14              | 0               | 0               | 0               | 0               | –               |
| Токіо 2020          | майбутня подія  |                 |                 |                 |                 |                 |
| Загалом             | Загалом         | 0               | 1               | 3               | 4               | 112             |

#### На зимових Олімпійських іграх
| Ігри          | Спортсменів     | Золото          | Срібло          | Бронза          | Загалом         | Місце           |
| Ванкувер 2010 | 1               | 0               | 0               | 0               | 0               | –               |
| Сочі 2014     | не брала участі | не брала участі | не брала участі | не брала участі | не брала участі | не брала участі |
| Пхенчан 2018  | 1               | 0               | 0               | 0               | 0               | –               |
| Загалом       | Загалом         | 0               | 0               | 0               | 0               | –               |

### Медалі за видами спорту
| Вид спорту | Золото | Срібло | Бронза | Загалом |
| Бокс       | 0      | 1      | 2      | 3       |
| Футбол     | 0      | 0      | 1      | 1       |
| Всього     | 0      | 1      | 3      | 4       |

## Медалісти
| Медаль | Спортсмен | Ігри           | Спорт  | Дисципліна              |
| ------ | --- | -------------- | ------ | ----------------------- |
| Срібло | Клемент Кворті | Рим 1960       | Бокс   | Перша напівсередня вага |
| Бронза | Едді Блей | Токіо 1964     | Бокс   | Перша напівсередня вага |
| Бронза | Прінс Амартей | Мюнхен 1972    | Бокс   | Середня вага            |
| Бронза | Збірна з футболу - Джоакін Ачеампонг Сімон Аддо Семмі Аджей Френк Аманква Бернард Ар'ї Айзек Асаре Кваме Айю Ібрагім Доссей Мохаммед Арго Самюель Кума Ніл Лемпті Яв Преко Шамо Квайє | Барселона 1992 | Футбол | Чоловічий турнір        |